# العلاقات المالديفية السيشلية
العلاقات المالديفية السيشلية هي العلاقات الثنائية التي تجمع بين المالديف وسيشل.

## مقارنة بين البلدين
هذه مقارنة عامة ومرجعية للدولتين:
| وجه المقارنة                                              | المالديف       | سيشل                                                |
| --------------------------------------------------------- | -------------- | --------------------------------------------------- |
| المساحة (كم2)                                             | 298            | 459                                                 |
| عدد السكان (نسمة)                                         | 436.33 ألف     | 95.84 ألف                                           |
| الكثافة السكانية (ن./كم²)                                 | 146.42 ألف     | 20.88 ألف                                           |
| العاصمة                                                   | ماليه          | فيكتوريا                                            |
| اللغة الرسمية                                             | اللغة الديفهي  | لغة فرنسية، لغة إنجليزية، اللغة الكريولية السيشيلية |
| العملة                                                    | روفيه مالديفية | روبية سيشلية                                        |
| الناتج المحلي الإجمالي (بليون دولار)                      | 4.60 مليار     | 1.49 مليار                                          |
| الناتج المحلي الإجمالي (تعادل القوة الشرائية) بليون دولار | 5.23 مليار     | 2.54 مليار                                          |
| الناتج المحلي الإجمالي الاسمي للفرد دولار أمريكي          | 8.39 ألف       | 15.48 ألف                                           |
| الناتج المحلي الإجمالي للفرد دولار أمريكي                 | 12.53 ألف      | 26.42 ألف                                           |
| مؤشر التنمية البشرية                                      | 0.706          | 0.772                                               |
| رمز المكالمات الدولي                                      | +960           | +248                                                |
| رمز الإنترنت                                              | .mv            | .sc                                                 |
| المنطقة الزمنية                                           | ت ع م+05:00    | ت ع م+04:00                                         |

## منظمات دولية مشتركة
يشترك البلدان في عضوية مجموعة من المنظمات الدولية، منها:
| علم المنظمة | اسم المنظمة                        | تاريخ انضمام المالديف | تاريخ انضمام سيشل |
| ----------- | ---------------------------------- | --------------------- | ----------------- |
|             | يونسكو                             | 18 يوليو 1980         | 18 أكتوبر 1976    |
|             | وكالة ضمان الاستثمار متعدد الأطراف | 19 مايو 2005          | 15 سبتمبر 1992    |
|             | الأمم المتحدة                      | 21 سبتمبر 1965        | 21 سبتمبر 1976    |
|             | دول الكومنولث                      | ?                     | 1976              |
|             | الاتحاد البريدي العالمي            | ?                     | ?                 |
|             | البنك الدولي للإنشاء والتعمير      | 13 يناير 1978         | 29 سبتمبر 1980    |
|             | الاتحاد الدولي للاتصالات           | 28 فبراير 1967        | 17 سبتمبر 1999    |
|             | منظمة حظر الأسلحة الكيميائية       | ?                     | 29 أبريل 1997     |
|             | مؤسسة التمويل الدولية              | 2 فبراير 1983         | 11 يونيو 1981     |
|             | تحالف الدول الجزرية الصغيرة        | ?                     | ?                 |
|             | منظمة الشرطة الجنائية الدولية      | ?                     | 1 سبتمبر 1977     |

## وصلات خارجية
- موقع وزارة الخارجية المالديفية
- موقع وزارة الخارجية السيشلية